# Список найвищих будинків Австралії

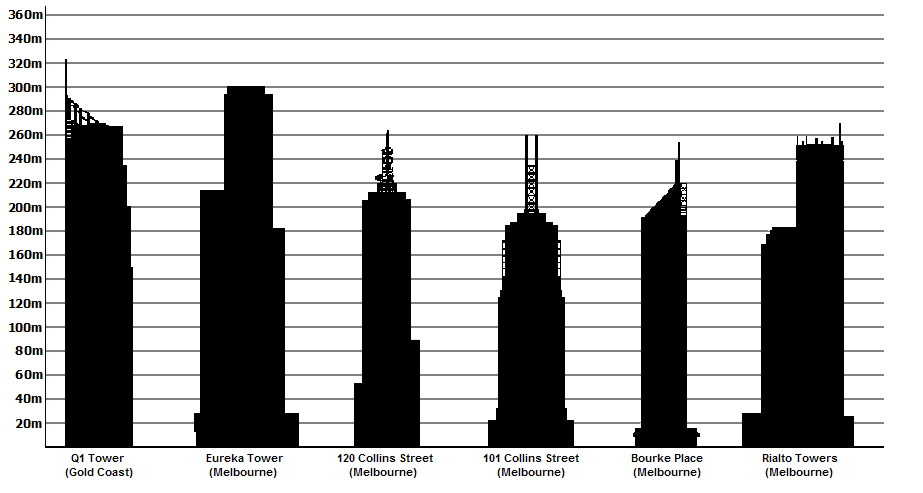
Шість найвищих будинків Австралії

Список найвищих будинків Австралії —- перелік 25 найвищих збудованих будинків країни.
Список не включає в себе спостережні вежі, радіомачти, димові труби та подібні об'єкти. Висота будинку вираховується від основи будинку до найвищих архітектурних, або невід’ємних структурних елементів будинку.
На сьогоднішній день найвищим будинком Австралії є Башта Q1 в Голд Кост, Квінсленд. Він також є найвищим житловим будинком у світі. Башта Еврика в Мельбурні, штат Вікторія є найвищим будинком країни, якщо вимірювати його висоту до даху.

## Найвищі будинки Австралії

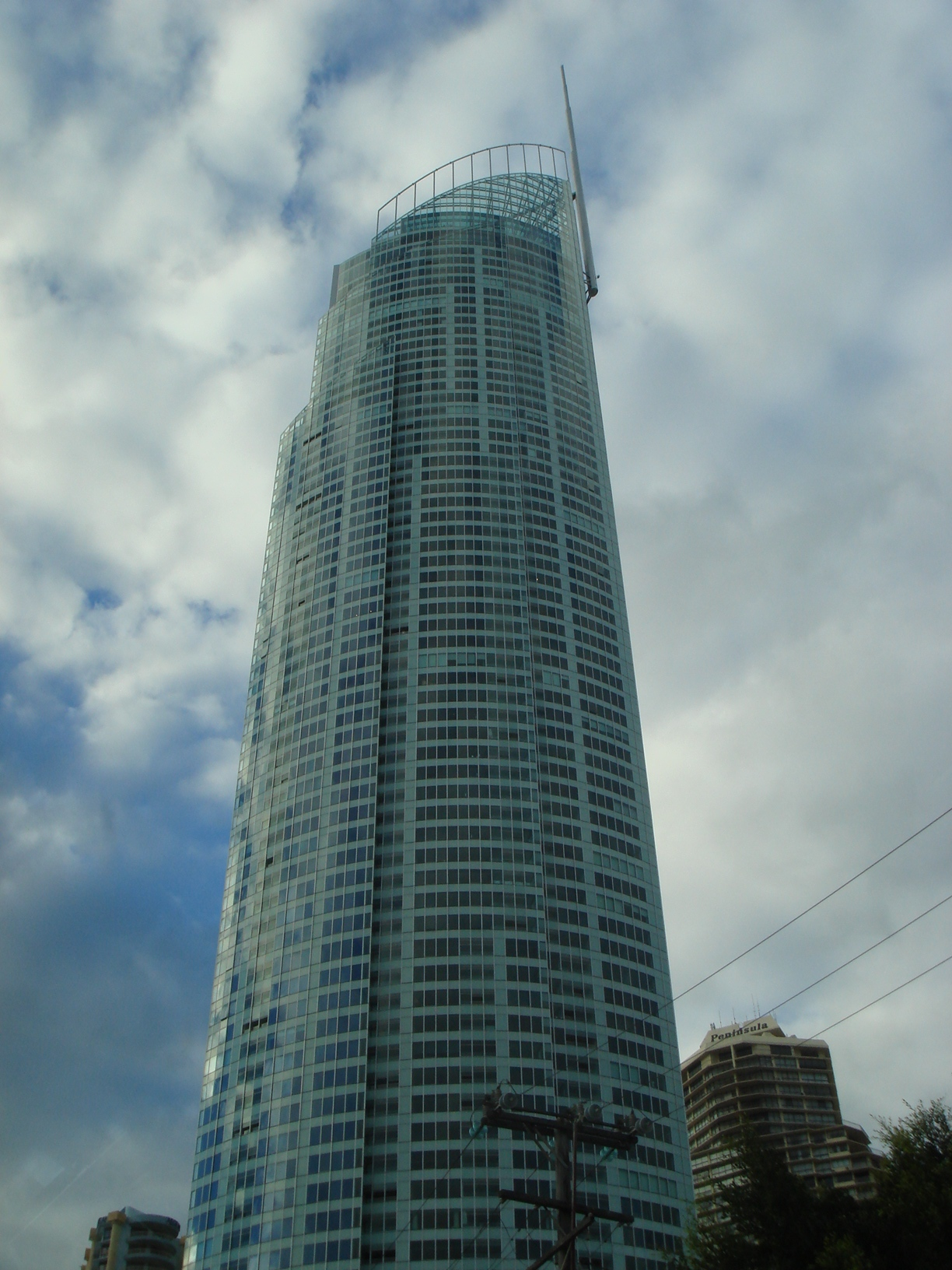
Башта Q1, найвищий будинок Австралії.

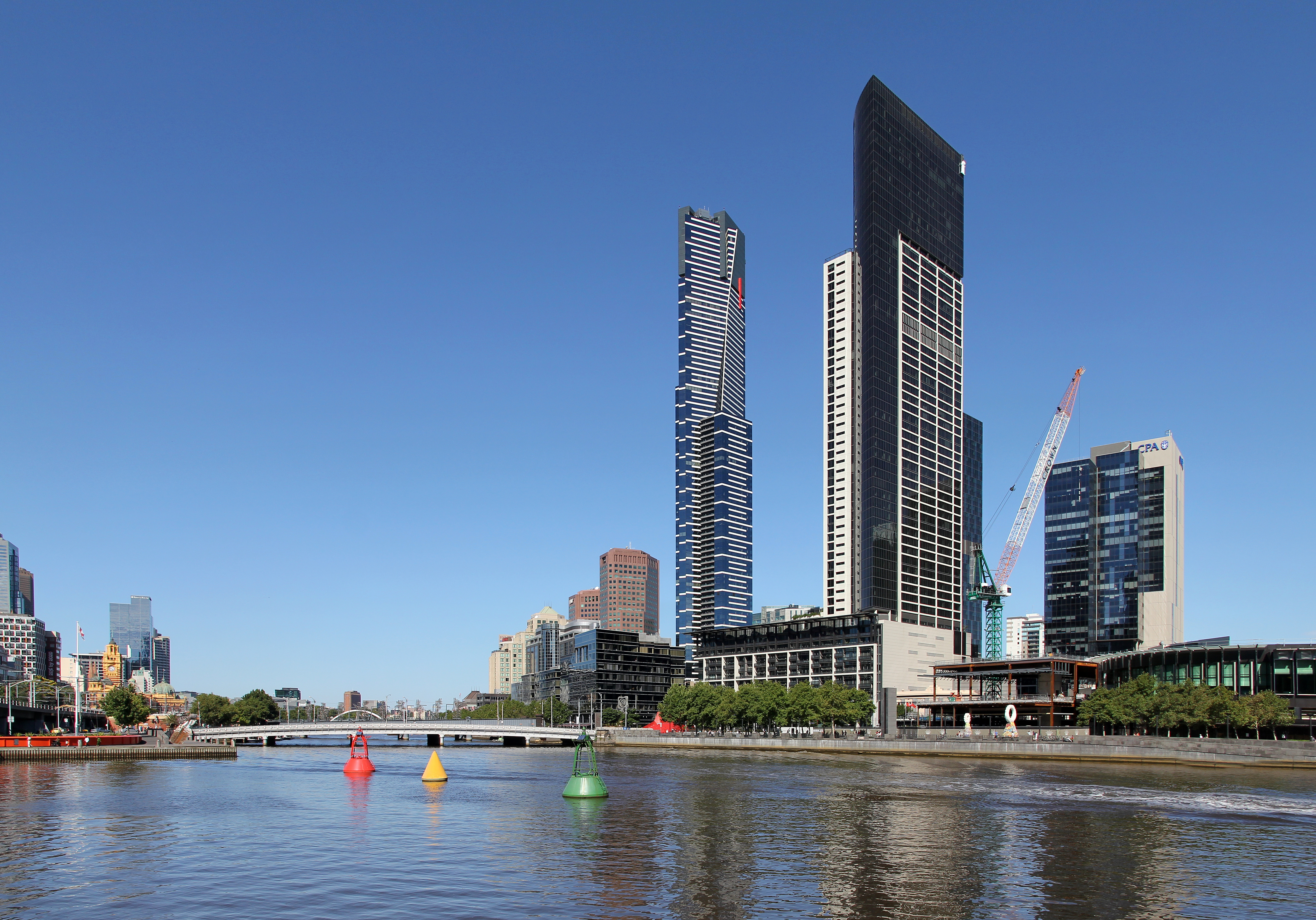
Башта Еврика, другий за висотою будинок країни.

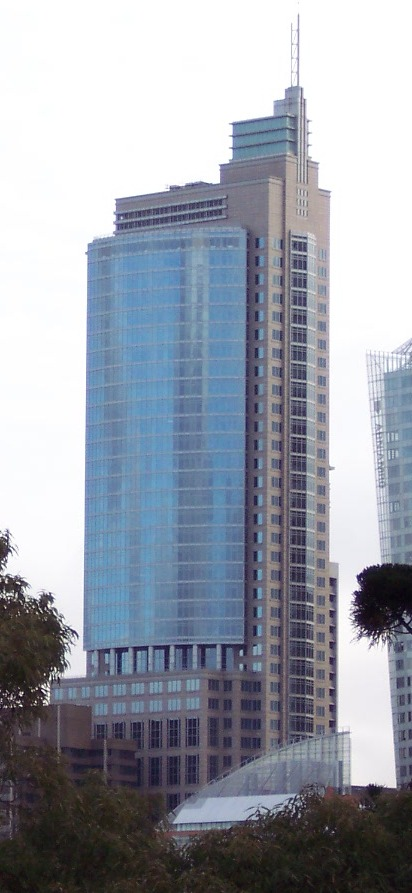
Вежа Чіфлі, найвищий будинок Сіднея.

| №   | Назва                          | Місце знаходження | Висота  | Поверховість | Рік  | Примітки                                                            |
| --- | ------------------------------ | ----------------- | ------- | ------------ | ---- | ------------------------------------------------------------------- |
| 1   | Башта Q1                       | Голд Кост         | 323 м   | 78           | 2005 | Найвищий житловий будинок у світі. 30-тий найвищий будинок у світі. |
| 2   | Башта Еврика                   | Мельбурн          | 300 м   | 91           | 2006 | 47-мий у світі.                                                     |
| 3   | Корона Сіднею                  | Сідней            | 271,3 м | 75           | 2020 | у світі.                                                            |
| 3   | 120 Collins Street             | Мельбурн          | 264 м   | 52           | 1991 | Був найвищим будинком Мельбурна з 1991 по 2005.                     |
| 4   | 101 Collins Street             | Мельбурн          | 260 м   | 50           | 1991 | 101-й у світі.                                                      |
| 5   | Bourke Place                   | Мельбурн          | 254 м   | 53           | 1991 | [ 11 ] [ 12 ]                                                       |
| 6   | Вежі Ріальто                   | Мельбурн          | 251 м   | 63           | 1986 | Був найвищим будинком Австралії з 1986 по 1991.                     |
| 7   | Central Park                   | Перт              | 249 м   | 52           | 1992 | Найвищий будинок Перту з 1992 року.                                 |
| 8   | The Tower at Melbourne Central | Мельбурн          | 246 м   | 54           | 1991 | [ 17 ] [ 18 ]                                                       |
| 9   | Вежа Чіфлі                     | Сідней            | 244 м   | 53           | 1992 | Найвищий будинок Сіднея з 1992.                                     |
| 10  | Citigroup Centre               | Сідней            | 243 м   | 50           | 2000 | 162-й у світі.                                                      |
| 11  | Deutsche Bank Place            | Сідней            | 240 м   | 39           | 2005 | 177-й у світі.                                                      |
| 12  | Світова вежа                   | Сідней            | 230 м   | 73           | 2004 | Отримав третє місце на Emporis Skyscraper Award в 2004.             |
| 13  | MLC Centre                     | Сідней            | 228 м   | 67           | 1977 | [ 27 ] [ 28 ]                                                       |
| 14  | Governor Phillip Tower         | Сідней            | 227 м   | 54           | 1993 | [ 29 ] [ 30 ]                                                       |
| 15  | Latitude                       | Сідней            | 222 м   | 45           | 2004 | [ 31 ] [ 32 ]                                                       |
| 16  | Circle on Cavill - North Tower | Голд-Кост         | 220 м   | 70           | 2007 | [ 33 ] [ 34 ]                                                       |
| 17= | Telstra Corporate Centre       | Мельбурн          | 219 м   | 47           | 1992 | [ 35 ] [ 36 ]                                                       |
| 17= | Aurora Place                   | Сідней            | 219 м   | 41           | 2001 | [ 37 ] [ 38 ]                                                       |
| 19  | BankWest Tower                 | Перт              | 214 m   | 50           | 1988 | [ 39 ] [ 40 ]                                                       |
| 20  | Вежа Аврора                    | Брисбен           | 207 м   | 69           | 2006 | Найвищий будинок Брисбена з 2006 по 2011 рік.                       |
| 21  | Freshwater Place North         | Мельбурн          | 205 м   | 63           | 2005 | [ 43 ] [ 44 ]                                                       |
| 22  | Riparian Plaza                 | Брисбен           | 200 м   | 53           | 2005 | На даху будинку розташована 50 м антена.                            |
| 23  | Suncorp Place                  | Сідней            | 193 м   | 42           | 1982 | Попередня назва AAPT Centre.                                        |
| 24  | Вежа Науру                     | Мельбурн          | 190 м   | 50           | 1977 | [ 49 ] [ 50 ]                                                       |
| 25  | AMP Centre                     | Сідней            | 188 м   | 45           | 1976 | [ 51 ] [ 52 ]                                                       |